# 好きよ、純情反抗期。
「好きよ、純情反抗期。」（すきよ じゅんじょうはんこうき）は、スマイレージのメジャー11枚目のシングル。2012年8月22日にアップフロントワークス（hachamaレーベル）から発売された。

## 概要
- 「好きよ、純情反抗期。」はメジャー1st[注釈 2]シングル「夢見る 15歳」以来となるシリアスなマイナーコードのメロディーを用いた正統派路線となる楽曲である[1]。
- 初回生産限定盤A・B・C・D、通常盤の5形態での発売。
- 初回生産限定盤A・B・CはCD+DVD、初回生産限定盤D・通常盤はCDのみの商品構成。
- 初回生産限定盤のみ、イベント抽選シリアルナンバーカード封入。
- 初回生産限定盤A～Dと通常盤の5枚をセットにしたBOXセットも発売された。セットには7ショットチェキ会～良いよ、笑顔満開期。～の参加券が付いていた。
- 曲の最初と最後のフレーズはどちらも勝田里奈が担当している。
- カップリング曲「君は自転車 私は電車で帰宅」は、℃-uteの楽曲のカバー。キングレコード／アステア配給映画『怪談新耳袋 異形』の主題歌に起用された。

## 収録曲
全作詞・作曲：つんく

### 全盤共通
1. 好きよ、純情反抗期。 [4:46]
  - 編曲：大久保薫
2. 君は自転車 私は電車で帰宅 [4:51]
  - 編曲：山崎淳
3. 好きよ、純情反抗期。（Instrumental）[4:47]

### チェキ会参加券付スペシャルBOXセット
1. 初回生産限定盤A
2. 初回生産限定盤B
3. 初回生産限定盤C
4. 初回生産限定盤D
5. 通常盤

- オリジナル特製收納ボックス
- チェキ会参加券1枚

## 参加メンバー
- 1期：和田彩花、福田花音
- 2期：中西香菜、竹内朱莉、勝田里奈、田村芽実

## 参加ミュージシャン
好きよ、純情反抗期。
- キーボード&プログラミング：大久保薫
- コーラス：CHINO

君は自転車 私は電車で帰宅
- プログラミング&ギター：山崎淳
- アコースティックギター：鎌田こーじ
- アコースティックピアノ：上杉洋史
- コーラス：CHINO